# Anthony Ker
Anthony Fergus Ker (Auckland, 1967) è uno scacchista e giocatore di bridge neozelandese.
Ha ottenuto il titolo di Maestro Internazionale in agosto del 2000, dopo essersi classificato terzo con 6/9 nel maggio del 2000 nel torneo zonale di Auckland.

## Principali risultati
Dal 1989 al 2019 ha vinto, da solo o ex aequo, 14 campionati della Nuova Zelanda.
Ha rappresentato la Nuova Zelanda in otto olimpiadi degli scacchi dal 1988 al 2018. Il suo miglior risultato è stato alle olimpiadi di Salonicco 1988, quando ha realizzato 7,5/12 in quarta scacchiera.
Ker ha avuto una lunga ma amichevole rivalità con il suo connazionale Russell Dive, vincitore di sette campionati neozelandesi.
Anthony Ker è anche un forte giocatore di bridge e ha partecipato a molti tornei internazionali.